# Pseudoleskeella malacoclada
Pseudoleskeella malacoclada là một loài Rêu trong họ Leskeaceae. Loài này được (Müll. Hal. & Kindb.) Kindb. miêu tả khoa học đầu tiên năm 1897.